# Lübbecker Lößland

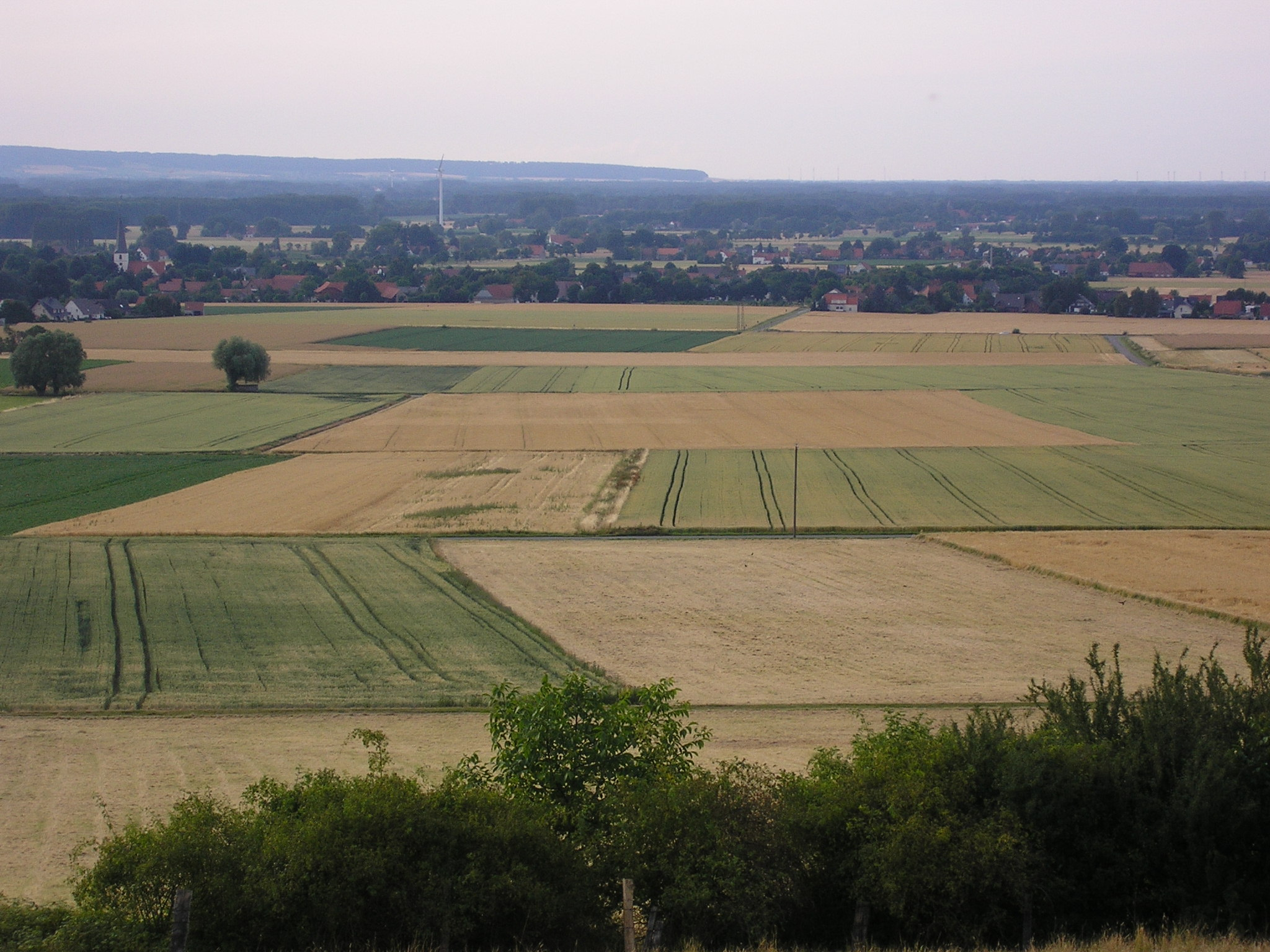
Blick auf das Lübbecker Lößland vom Wiehengebirge. Im Hintergrund die Ortschaft Blasheim markiert in etwa die Nordgrenze des Lößlandes. Am Horizont der Stemweder Berg

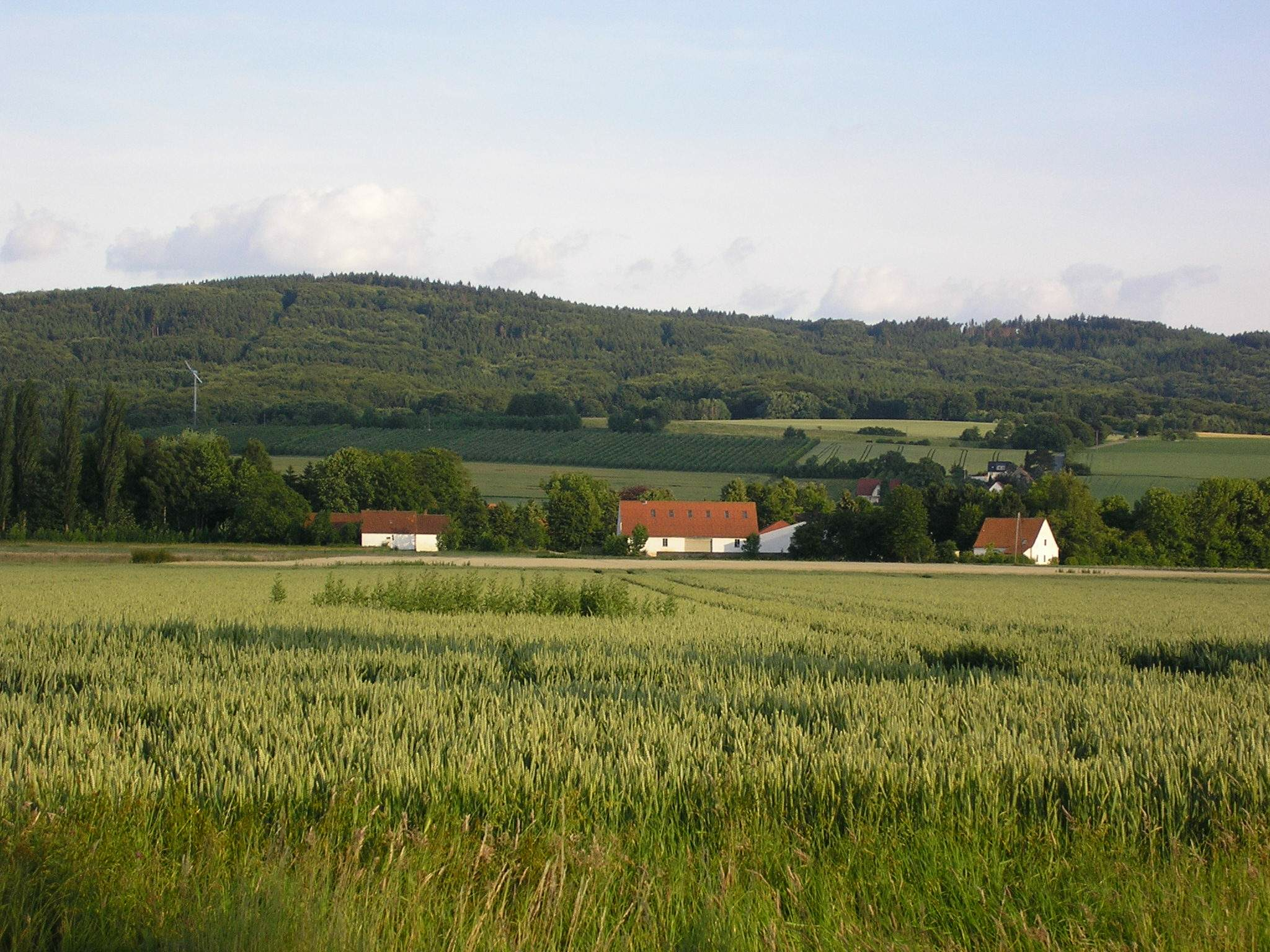
Das wellige Lübbecker Lößland bei Glösinghausen. Im Hintergrund das Wiehengebirge. Gut zu erkennen: Neben wogenden Weizenfeldern gibt es aufgrund der guten Bodenqualität auch Sonderkulturen

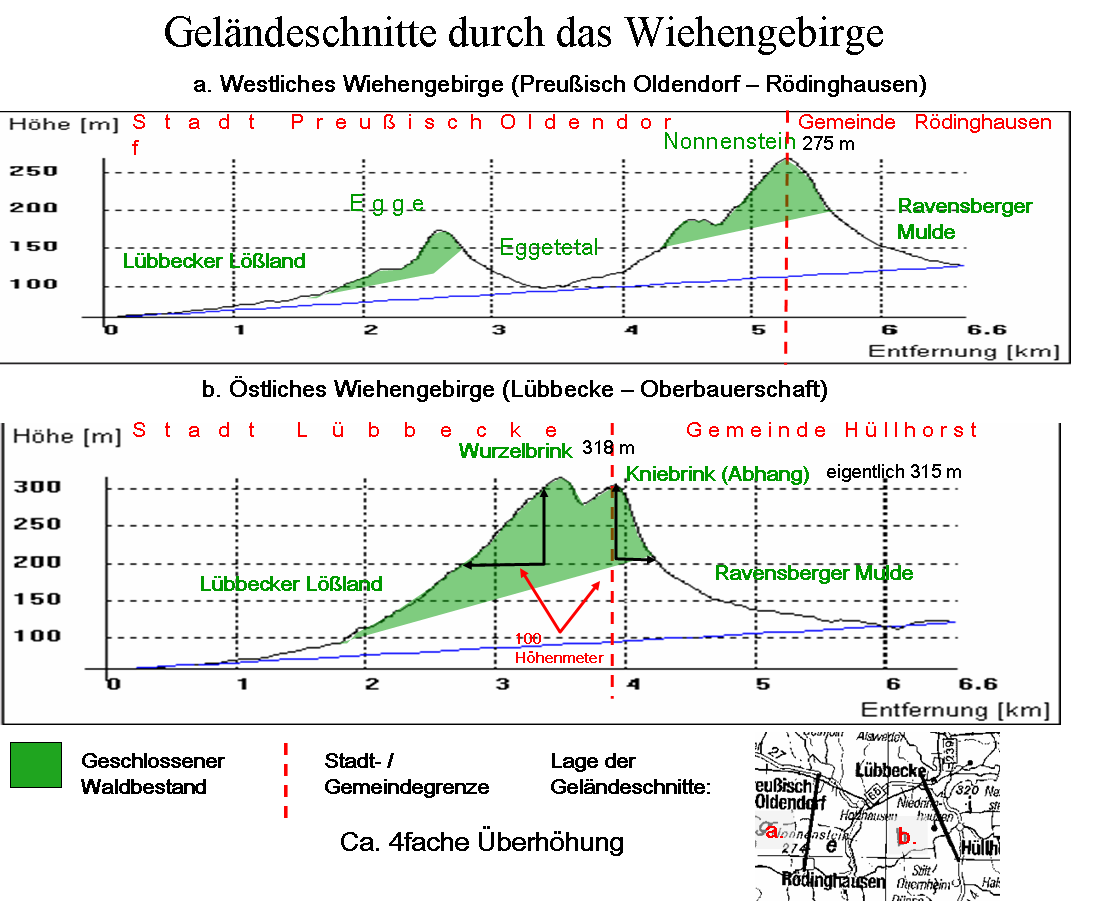
Lage des Lübbecker Lößlandes im Querschnittmodell

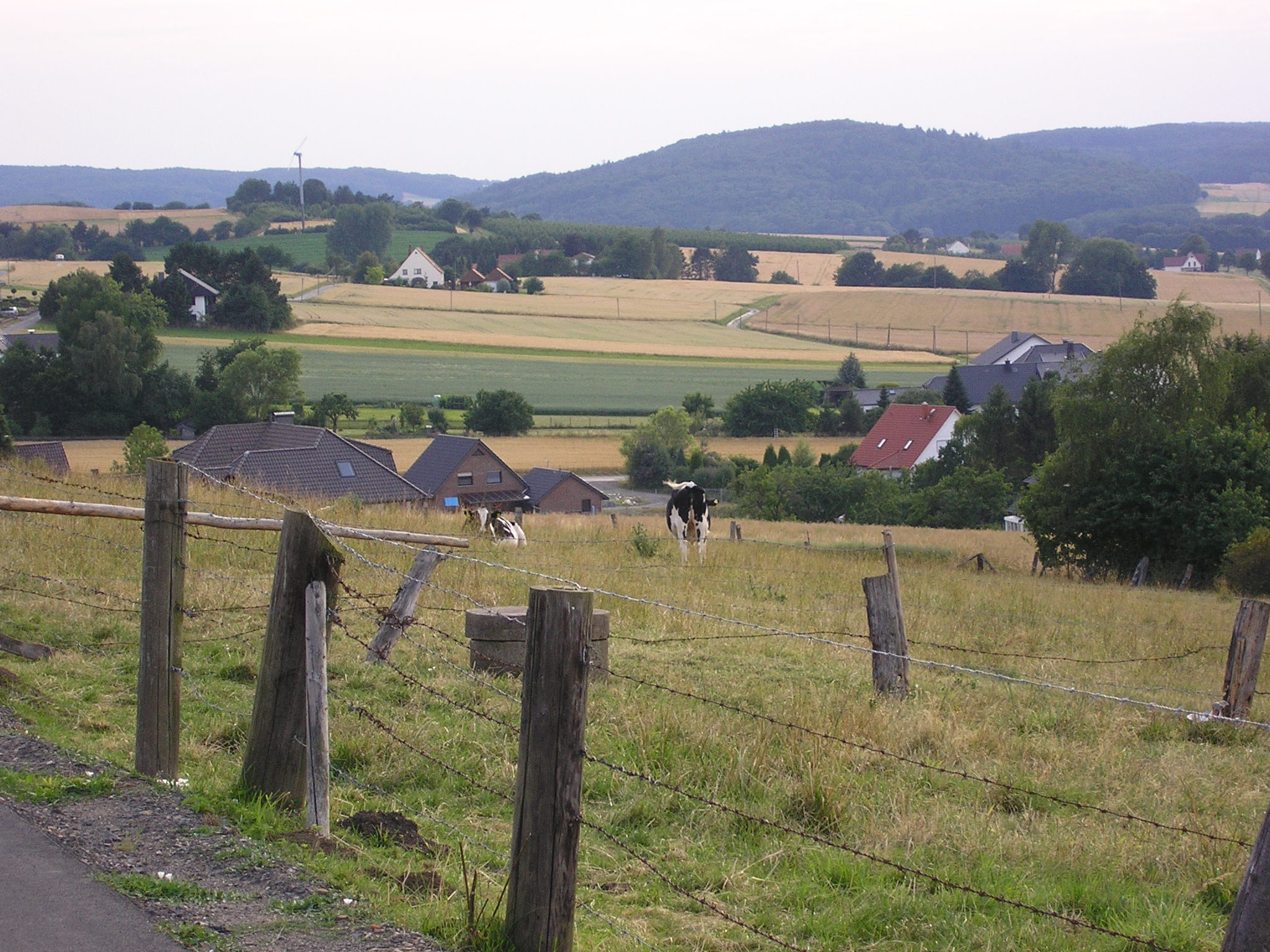
Das Lübbecker Lößland unweit der Ortschaft Obermehnen. Im Vordergrund weiden „Schwarzbunte“ auf einer der eher seltenen Weideflächen innerhalb des Lößlandes

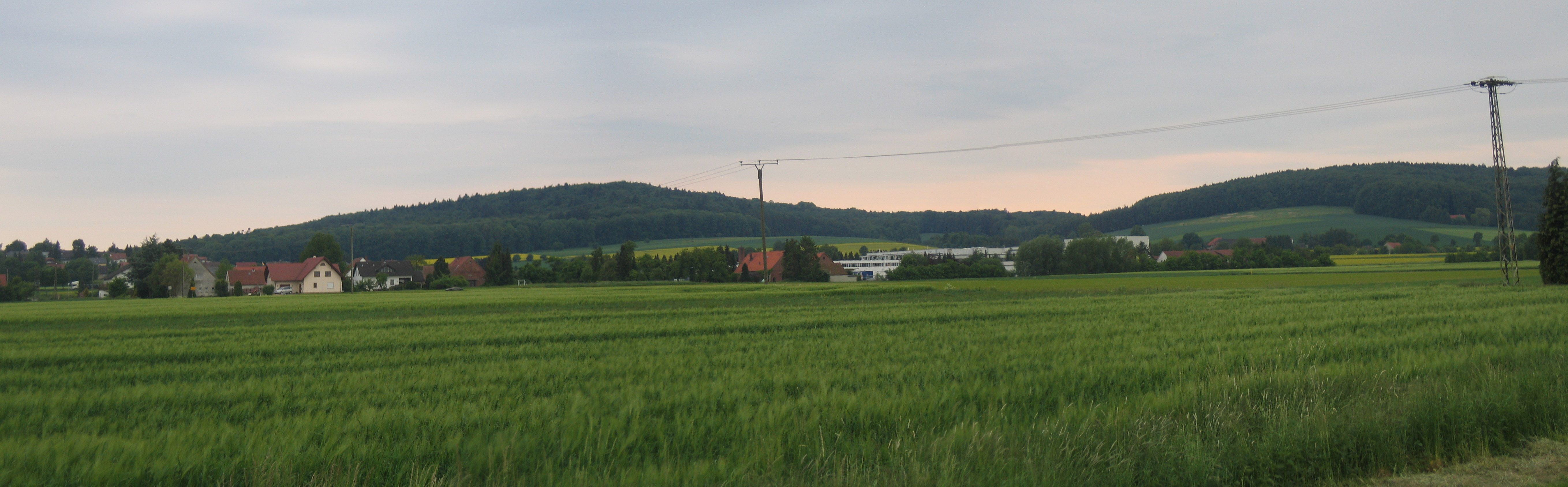
Blick von etwa der Nordgrenze des Lössgebietes nach Süden auf die Egge, einem vorgelagerten Nebenhöhenzug des Wiehengebirges

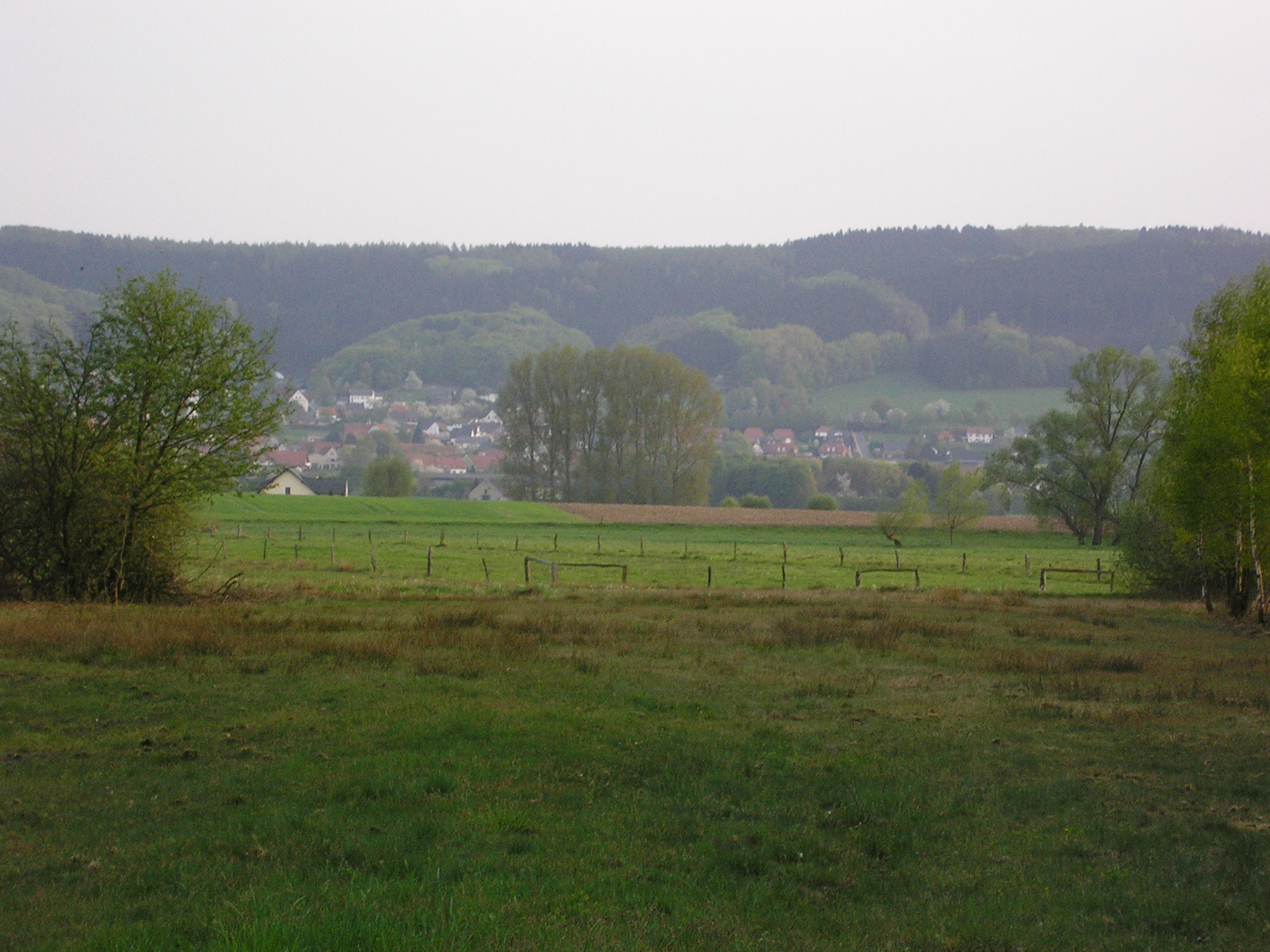
Das Lübbecker Lößland vom Großen Torfmoor, also von außerhalb aus betrachtet. Gut zu erkennen: Die Lössauflage erhebt sich rund 300 Meter vom Betrachter in südlicher Richtung und zieht sich bis an die Hänge des Wiehengebirges jenseits der Ortschaft Nettelstedt im Hintergrund. Ackerland reicht hier bis auf 140 Höhenmeter. Das Wiehengebirge ist an dieser Stelle bis 288 Meter hoch

Das Lübbecker Lößland ist eine naturräumliche Haupteinheit unmittelbar nördlich des Wiehengebirges und damit des (westlicheren) Niedersächsischen Berglandes im nordöstlichen Nordrhein-Westfalen, zum kleineren Teil auch im westlich angrenzenden Niedersachsen. Es umfasst den lössbedeckten, etwa 1 bis 11 km breiten und rund 55 km langen Landstreifen, der sich nördlich an das östliche Wiehengebirge anschließt. Die Gesamtfläche des Gebietes beträgt rund 300 km². Das Lübbecker Lößland ist ein Übergangsraum zwischen Norddeutschem Tiefland und Mittelgebirgsschwelle. Im Norden grenzt es an die Rahden-Diepenauer Geest, in Osten an das Mittlere Wesertal bei Minden. Zentral gelegene Stadt ist Lübbecke.

## Naturräumliche Gliederung
Das Lübbecker Lößland wurde in den 1950er Jahren im Rahmen der Arbeiten zum Handbuch der naturräumlichen Gliederung Deutschlands erstmals definiert. Auf der ersten Kartierung von 1954 nahm es noch einen sehr schmalen Landstreifen ein mit einer Fläche von 130,9 km², der nur im äußersten Westen knapp nördlich über den Mittellandkanal hinausging und im Westen bei Wittlage endete. Diese Fläche wurde auch in der 6. Lieferung des Handbuchs im Jahre 1959 angegeben, jedoch hatte die Autorin jenes Abschnitts, Sofie Meisel, im gleichen Jahr bereits das Einzelblatt 1:200.000 85 Minden aus gleichem Hause herausgegeben, das den Großteil der Landschaft umfasst und diese deutlich großräumiger abgrenzt. Kleinere Erweiterungen nach Westen folgten 1961 durch Blatt 83/84 Osnabrück/Bentheim derselben Autorin. Die Gesamtfläche stieg auf insgesamt rund 300 km².
Obgleich das Lößland numerisch zum Unteren Weserbergland (Haupteinheitengruppe 53) gestellt worden war, zog Meisel die Grenze der naturräumlichen Großregionen 1. Ordnung zwischen Norddeutschem Tiefland und Mittelgebirgsschwelle unmittelbar südlich, sodass diese das Lübbecker Lößland von allen anderen Haupteinheiten des Niedersächsischen Berglandes trennt. In späteren Arbeiten desselben Hauses (Heinrich Müller-Miny et al) wurde die Landschaft schließlich zusammen mit den Niedersächsischen Börden (52) und sich östlich und ebenfalls am Rand der Mittelgebirgsschwelle anschließenden Landschaften zur Großregion 2. Ordnung Lößbörden gestellt.
Die folgende Auflistung aller Unter-Naturräume ist von Westen nach Osten, in zweiter Linie von Norden nach Süden geordnet;
- (numerisch einsortiert bei 53 Unteres Weserbergland, später jedoch zu 52 Niedersächsische Börden gestellt)
  - 533 Lübbecker Lößland
    - (Westliches Lübbecker Lößland)
      - 533.6 Schwagstorfer Lößvorland (unmittelbar östlich von 536.1, nördlich von 536.0)
      - 533.0 Wittlager Lößvorland (östlich von 533.6)

    - (Mittleres Lübbecker Lößland)
      - 533.1 Alsweder Niederungen (östlich von 533.0)
      - 533.2 Lübbecker Lößhang (südöstlich von 533.1, an der Nahtstelle zu 532.2)

    - (Östliches Lübbecker Lößland)
      - 533.5 Hartumer Lößplatte (Norden)
      - 533.4 Bastau-Niederung (Mitte)
      - 533.3 Rothenuffelner Lößhang (Süden, Nahtstelle zu 532.3)

## Politische Aufteilung
Zum Lübbecker Lößland gehört der größte Teil der Gemeindefläche von Bad Essen im niedersächsischen Landkreis Osnabrück und von Preußisch Oldendorf, Lübbecke, Hille im nordrhein-westfälischen Kreis Minden-Lübbecke, hier hat auch Minden einen geringen Anteil an dem Gebiet.

## Naturräumliche Merkmale
Das Lübbecker Lößland stellt sich als leicht von Süden nach Norden abfallende, teilweise hügelige Bördenlandschaft dar. Während die Südgrenze des Lübbecker Lößlandes mit der Waldgrenze zum Wiehengebirge klar definiert ist, vollzieht sich der Übergang zur Rahden-Diepenauer Geest eher allmählich. Lediglich im Osten zum Großen Torfmoor und den Bastauwiesen besitzt die Abgrenzung eine gewisse Trennschärfe. Hauptkennzeichen ist der namensgebende Löss, der vor allem während der letzten Eiszeit aus den Sandern der Gletscherkante ausgeweht und am Nordhang des Wiehengebirges abgelagert wurde.
Aufgrund der hervorragenden Lössböden wird es überwiegend ackerbaulich genutzt. Grünland findet sich, wenn überhaupt nur in schroffen Geländeabschnitten, z. B. im Zuge von Bachläufen und teilweise unmittelbar an der Waldgrenze zum Wiehengebirge.
Ausgedehnte Wälder sind im Lübbecker Lößland selbst nicht vorhanden. Vereinzelt noch kleine Haine, die dann z. T. unter Naturschutz gestellt sind, wie z. B. das Naturschutzgebiet Finkenburg.
Außer den kurzen Bachläufen, die im südlich angrenzenden Wiehengebirge entspringen und das Lübbecker Lößland kaum mäandernd durchstoßen, gibt es keine nennenswerten natürlichen Gewässerflächen. Stillgewässer sind überhaupt nur dort vorhanden, wo z. B. im Rahmen des Abbaus von Ton Gruben oder Kuhlen entstanden, die sich dann mit Grundwasser gefüllt haben oder wo der Mensch zur Regulierung der Wasserkraft Mühlenteiche angelegt hat.
Das Lübbecker Lößland beginnt im Norden etwa bei 50 Metern über dem Meeresspiegel und steigt nach Süden zunächst sanft, dann aber kontinuierlich steiler werdend an. Die Südgrenze, sprich die Waldgrenze des Wiehengebirges liegt zwischen 100 und 130 Metern über dem Meeresspiegel. D.h., dass zum Beispiel im Bereich der Stadt Lübbecke das Gebiet auf rund 1,5 Kilometer Breite mehr Gefälle aufweist, als die 150 Kilometer lange Strecke vom Nordrand des Gebietes bis zur Nordsee. Allerdings ist hier zu bemerken, dass ein erheblicher Teil des Wiehengebirges selbst, teilweise bis zum Hauptkamm hinauf, noch über eine Lössauflage verfügtː Bei einer Wasserbohrung zwischen dem Heidbrink und dem Reineberg im Jahre 1928 ermittelte man beispielsweise  bis in einen Meter Tiefe gelben Lehm.

## Nutzung durch den Menschen
Das Lössgebiet, mit seinen schweren aber fruchtbaren Böden, Ackerzahlen von 75 oder mehr sind nicht selten, wird seit alters intensiv ackerbaulich genutzt. Schon dadurch begründet sich heute z. T. die hohe Bevölkerungsdichte in diesem Gebiet. Teilweise ist die Baugrundfläche dermaßen dominierend, dass heute kaum noch Raum für landwirtschaftliche Flächen bleibt; mitunter reiht sich Ortschaft an Ortschaft.
Außerhalb der Siedlungsschwerpunkte überwiegt landwirtschaftlich bei weitem der Ackerbau, insbesondere Getreideanbau (Weizen, Gerste) und Runkelrüben, z. T. gemischt mit großflächigen Sonderkulturen (Kulturapfel, Süß- und Sauerkirschen, Erdbeeren und Beerensträucher). Der Anbau von Zuckerrüben, obschon die Böden dies begünstigten, kann wegen fehlender Zuckerfabriken in der Nähe nicht hinreichend wirtschaftlich erfolgen.
Wo der Löss die Qualität von Ton hat, konnten sich Tongruben und in deren Folge Ziegeleien entwickeln, die heute aber meistens nicht mehr bestehen.
Das Lübbecker Lößland gehört zu den reizvolleren Lösslandschaften Deutschlands, da im Gegensatz zu den eher eintönigen und ausgeräumten Bördenlandschaften um Magdeburg oder Köln, hier das waldreiche Wiehengebirge im Süden oder das moorreiche Geestgebiet der Rahden-Diepenauer Geest im Norden nirgends wirklich weit entfernt liegen. Die Landschaft wirkt auf kleinem Raum ausgesprochen vielgestaltig, so dass es kaum verwundert, dass z. B. mit Bad Holzhausen oder Börninghausen einige der wenigen staatlich anerkannten Luftkurorte in Nordrhein-Westfalen ausgerechnet hier zu finden sind.
Aufgrund des beschriebenen relativ großen Gefälles wurde seit alters die Nutzung der Wasserkraft begünstigt, begrenzend wirkte hier dagegen wieder der geringe Wasserfluss der Bäche, da diese meist nur über ein kleines Einzugsgebiet verfügen. Immerhin wurden z. B. in Lübbecke im Jahre 1750 nicht weniger als fünf Wassermühlen im Zuge der Ronceva betrieben. Heute spielt indes die Nutzung der Wasserkraft keine entscheidende Rolle mehr. Immerhin war jedoch die prinzipielle Möglichkeit der Nutzung der Wasserkraft ein entscheidender Grund, dass Städte und Dörfer gerade hier und nicht anderswo in besonderer Weise prosperieren konnten. Die Gründung der Stadt Lübbecke steht zum Beispiel in engem Kausalzusammenhang mit dem Vorhandensein eines zur Wasserkraft befähigten Bachlaufes. (Lübbecke leitet sich aus Hlidbeki, d. h. „Kleiner Bach“ ab).

## Verkehr
Als früh besiedelter, damit offener, Landstrich zwischen Wiehengebirge im Süden und Moor im Norden begünstigte das Lübbecker Lößland schon früh den Verkehr in Ost-West-Richtung. Als gesichert gilt heute, dass die Legionen des römischen Feldherrn Varus sich von Osten kommend am nördlichen Fuße des Wiehengebirges, also durch das Lübbecker Lößland, bewegten, bevor sie dann bei Venne durch den germanischen Feldherrn Arminius vernichtet wurden. Aufgrund der typischen Geografie des Bereiches waren die Römer zwischen Sumpf und Berg eingekesselt, was entscheidenden Einfluss auf den Ausgang der Schlacht hatte.
Später verlief im Zuge des Lübbecker Lößlandes die mittelalterliche Heerstraße Minden-Osnabrück.
Diese entspricht heute dem westlichen Abschnitt der Bundesstraße 65 und verläuft meist im nördlicheren, flacheren Teil durch das Lübbecker Lößland und verbindet den Raum Osnabrück mit dem von Minden.